# Người Peru gốc Âu
Người Peru gốc Âu Một ước tính bên ngoài cho 15% tổng dân số. Theo truyền thống, nhóm này chiếm ưu thế hơn trong các lĩnh vực chính trị, thương mại và ngoại giao của xã hội Peru. Theo điều tra dân số năm 2017 gần đây nhất, nơi Tự nhận dạng dân tộc đã được sử dụng, nó chiếm khoảng 5,9% tổng dân số từ 12 tuổi trở lên của Peru.

## Lịch sử

### Tây Ban Nha
Khu định cư Peru của Tây Ban Nha bắt đầu vào đầu những năm 1530 (tiếp tục cho đến năm 1821 với tư cách là thuộc địa của Tây Ban Nha) và tiếp tục cho đến ngày nay. Tây Ban Nha thám hiểm Francisco Pizarro đã thành lập khu định cư Tây Ban Nha đầu tiên ở Peru, San Miguel de Piura vào tháng 1532. Theo nhà sử học Napoleón Cieza Burga, các Conquistador Diego de Almagro thành lập các khu định cư Tây Ban Nha thứ hai của Trujillo trong tháng 11 năm 1534 và một trong những thành phố đầu tiên ở châu Mỹ được thành lập bởi những người chinh phạt Tây Ban Nha: 125 gọi nó là "Biệt thự Trujillo de Nueva Castilla" (Trujillo của New Castile) sau Trujillo, nơi sinh của Francisco Pizarro.
Ảnh hưởng văn hóa Tây Ban Nha là đáng chú ý nhất trong tất cả các nhóm văn hóa châu Âu trong văn hóa Peru. Di sản Tây Ban Nha đã để lại một dấu ấn không thể xóa nhòa trong nước và các dấu hiệu của sự trao đổi văn hóa này có thể được tìm thấy ở khắp mọi nơi, từ ngôn ngữ chính thức, tôn giáo Công giáo La Mã thống trị, đấu bò, thể loại âm nhạc đến phong cách ẩm thực địa phương.